# Route 329 (Québec)
Pour les articles homonymes, voir Route 329.
La route 329 (R-329) est une route régionale québécoise d'orientation nord / sud située sur la rive nord du fleuve Saint-Laurent. Elle dessert les régions administratives des Laurentides et de Lanaudière.

## Tracé
La route 329 débute à Lachute, à l'échangeur de l'A-50. Elle traverse les plateaux Laurentiens jusqu'à Sainte-Agathe-des-Monts. Au nord de Sainte-Agathe-des-Monts, elle se dirige vers Saint-Donat, sa destination finale, où elle se termine à l'intersection de la route 125 à l'entrée du village de Saint-Donat, au sud du parc national du Mont-Tremblant.

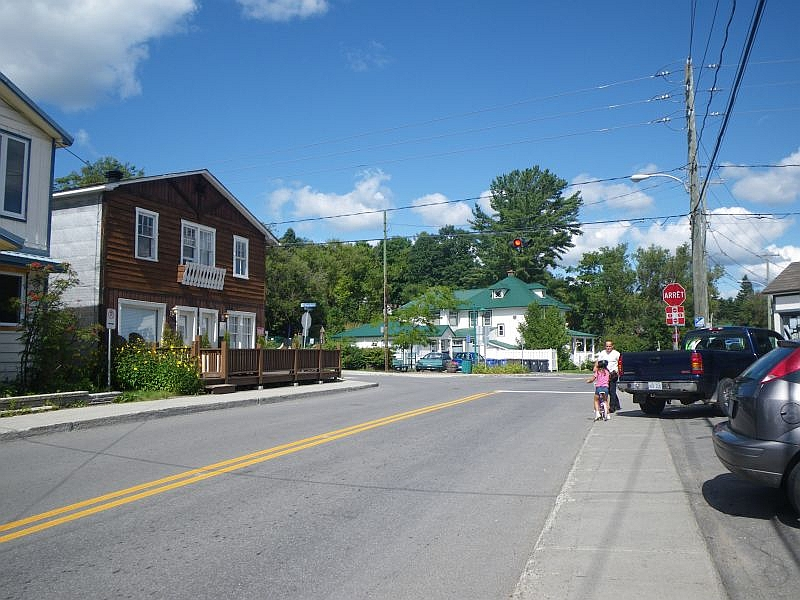
La route 329 à Morin-Heights.

## Localités traversées (du sud au nord)
Liste des municipalités dont le territoire est traversé par la route 329, regroupées par municipalité régionale de comté.

### Laurentides
Argenteuil
- Lachute
- Gore
- Mille-Isles

Les Pays-d'en-Haut
- Morin-Heights
- Saint-Adolphe-d'Howard

Les Laurentides
- Sainte-Agathe-des-Monts
- Lantier

### Lanaudière
Matawinie
- Saint-Donat

## Intersections majeures
| MRC                     | Municipalité            | km    | Destinations                                          | Notes                                                        |
| ----------------------- | ----------------------- | ----- | ----------------------------------------------------- | ------------------------------------------------------------ |
| Argenteuil              | Lachute                 | 0,00  | A-50 – Mirabel, Montréal, Gatineau                    | Sortie 260 de l'A-50                                         |
| Argenteuil              | Lachute                 | 5,80  | R-148 / R-158 ouest – Lachute                         | Terminus sud du multiplex avec la R-148 / R-158              |
| Argenteuil              | Lachute                 | 6,70  | R-148 / R-158 est – Saint-Jérôme                      | Terminus nord du multiplex avec la R-148 / R‑158             |
| Les Pays-d'en-Haut      | Morin-Heights           | 38,10 | R-364 est – Saint-Sauveur                             | Terminus sud du multiplex avec la R-364                      |
| Les Pays-d'en-Haut      | Morin-Heights           | 39,30 | R-364 ouest – Huberdeau                               | Terminus nord du multiplex avec la R-364                     |
| Les Laurentides         | Sainte-Agathe-des-Monts | 62,90 | R-117 sud / Rue Desjardins / Rue Raymond – Val-David  | Terminus sud du multiplex avec la R-117; carrefour giratoire |
| Les Laurentides         | Sainte-Agathe-des-Monts | 65,00 | R-117 nord – Mont-Tremblant                           | Terminus nord du multiplex avec la R-117                     |
| Les Laurentides         | Sainte-Agathe-des-Monts | 65,00 | A-15 sud – Montréal                                   | Terminus nord de l'A-15; sortie 89 de l'A-15                 |
| Matawinie               | Saint-Donat             | 96,70 | R-125 – Saint-Donat, Notre-Dame-de-la-Merci, Chertsey |                                                              |
| - Terminus de multiplex |                         |       |                                                       |                                                              |